# TSV Hartberg
TSV Hartberg là một câu lạc bộ bóng đá Áo có trụ sở ở Hartberg, thành lập năm 1946, hiện tại đang thi đấu ở Giải vô địch quốc gia Áo.

## History

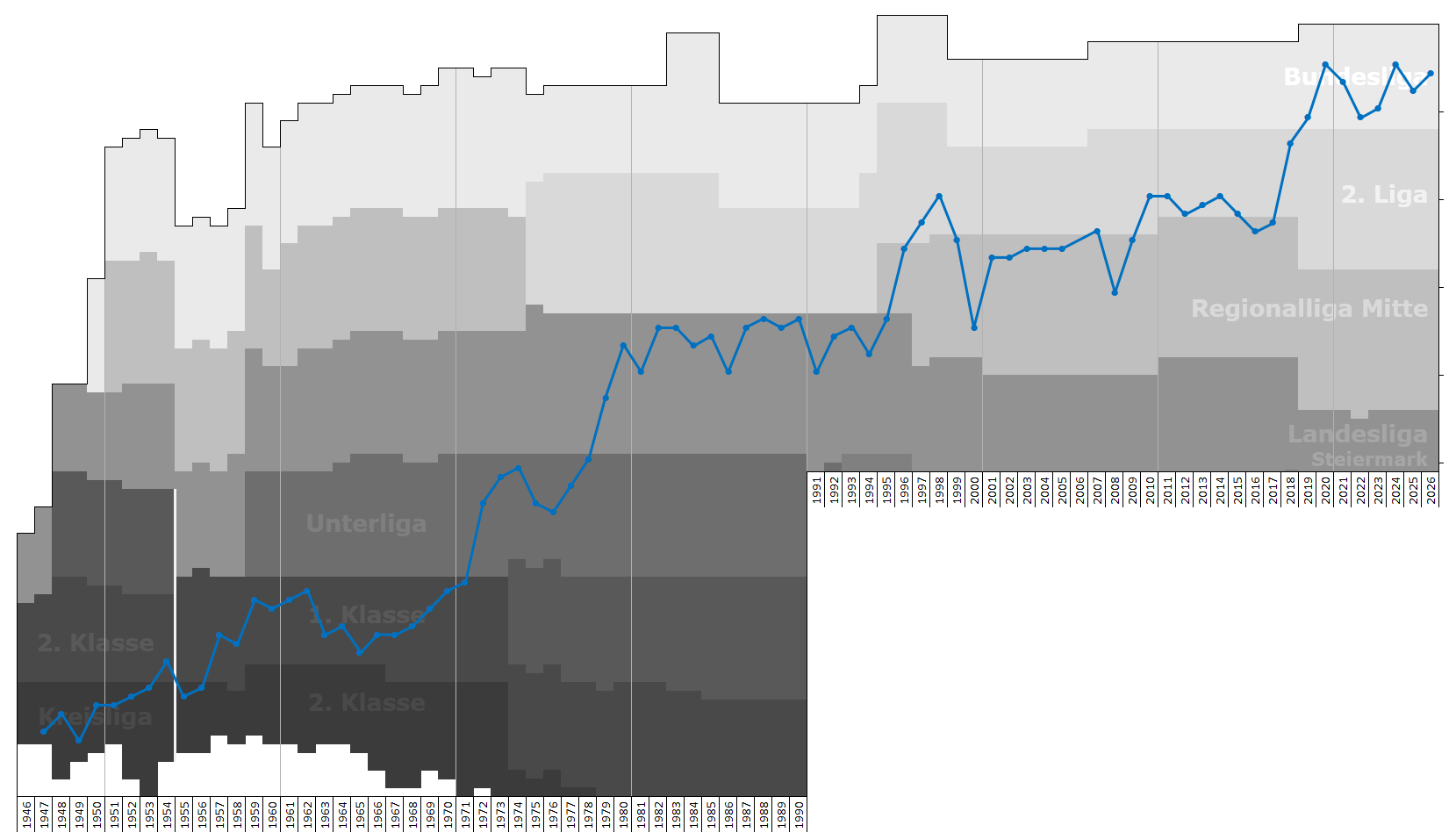
Biểu đồ thành tích giải vô địch của Hartberg

Câu lạc bộ được thành lập vào ngày 29 tháng 4 năm 1946. Đội xếp thứ 7 trong mùa giải 2007–2008 khi chơi ở giải hạng Ba Regionalliga. Vào ngày cuối cùng của mùa giải 2008–09, TSV Hartberg đã cán đích ở vị trí đầu tiên của Regionalliga East (giải hạng ba). Đội đã giành chức vô địch miền đông và thăng hạng Nhì 2009–10. Trong mùa giải 2010–11, đội kết thúc ở vị trí thứ 10 và cuối bảng nhưng không bị xuống hạng khi giành quyền tham dự trận play-off trụ hạng, và trong mùa giải 2014–15, đội phải xuống hạng ba vì kết thúc ở cùng vị trí cuối bảng.
TSV Hartberg được thăng hạng Nhì sau khi vô địch Regionalliga Mitte 2016–17 mà không phải thi đấu trận play-off thăng hạng vì không có đội nào từ Regionalliga West hoặc Ost xin thăng hạng. Trong mùa giải Hạng hai 2017–18, TSV Hartberg về thứ hai để được thăng hạng lên Bundesliga lần đầu tiên trong lịch sử, sau lời kêu gọi được cấp "giấy phép thi đấu" ở Giải hạng Nhất. Trong mùa giải 2019–20, TSV Hartberg đứng thứ 5 và giành quyền vào Vòng loại UEFA Europa League 2020–21. Ở vòng loại thứ hai của giải đấu, đội đã thua Piast Gliwice của Ba Lan và bị loại.

## Thành tích tại đấu trường châu Âu
| Mùa giải | Giải đấu           | Vòng | Câu lạc bộ    | Sân nhà | Sân khách | Tổng tỉ số |
| -------- | ------------------ | ---- | ------------- | ------- | --------- | ---------- |
| 2020–21  | UEFA Europa League | 2QR  | Piast Gliwice | —       | 2–3       | —          |

## Sân vận động
Stadion Hartberg có trụ sở tại quận Styria Hartberg. Đây là một công trình thể thao đa năng, vừa phục vụ các trận đấu bóng đá, vừa phù hợp cho các sự kiện điền kinh. Ngoài ra, sân vận động dành cho các sự kiện khác như hòa nhạc. Năm 2006, sân vận động TSV Hartberg được mở rộng để có thể phục vụ cả khách sân nhà và sân khách với sức chứa từ 4.500 tăng lên 6.000 người.

## Đội hình hiện tại
Tính đến 30 tháng 1 năm 2022
Ghi chú: Quốc kỳ chỉ đội tuyển quốc gia được xác định rõ trong điều lệ tư cách FIFA. Các cầu thủ có thể giữ hơn một quốc tịch ngoài FIFA.
| Số | VT | Quốc gia   | Cầu thủ                                  |
| -- | -- | ---------- | ---------------------------------------- |
| 1  | TM | Áo         | René Swete                               |
| 4  | TV | Áo         | Florian Weiler (mượn từ Sturm Graz)      |
| 5  | HV | Áo         | Manfred Gollner                          |
| 6  | TV | Áo         | Philipp Erhardt                          |
| 7  | TV | Áo         | Michael John Lema                        |
| 8  | HV | Áo         | Marcel Schantl                           |
| 9  | TV | Thổ Nhĩ Kỳ | Okan Aydın                               |
| 10 | TV | Đức        | Noel Niemann (mượn từ Arminia Bielefeld) |
| 11 | TV | Croatia    | Matija Horvat                            |
| 12 | HV | Áo         | Michael Steinwender                      |
| 14 | HV | Áo         | Christian Klem                           |
| 16 | HV | Áo         | Mario Sonnleitner                        |
| 18 | TĐ | Áo         | Philipp Sturm                            |
| 20 | TĐ | Áo         | Marc Andre Schmerböck                    |

| Số | VT | Quốc gia | Cầu thủ                            |
| -- | -- | -------- | ---------------------------------- |
| 21 | TM | Áo       | Florian Faist                      |
| 22 | TV | Áo       | Mario Kröpfl                       |
| 23 | TV | Áo       | Tobias Kainz                       |
| 24 | TĐ | Áo       | Dario Tadić                        |
| 26 | TĐ | Bỉ       | Gabriel Lemoine                    |
| 27 | HV | Áo       | Thomas Kofler                      |
| 28 | TV | Áo       | Jürgen Heil                        |
| 29 | HV | Áo       | Patrick Farkas                     |
| 30 | TV | Ghana    | Seth Paintsil                      |
| 31 | HV | Áo       | Thomas Rotter                      |
| 32 | TV | Mali     | Youba Diarra (mượn từ RB Salzburg) |
| 35 | TM | Áo       | Raphael Sallinger                  |
| 44 | TM | Áo       | Maximilian Pusswald                |
| 77 | TĐ | Kosovo   | Donis Avdijaj                      |

### Cho mượn
Ghi chú: Quốc kỳ chỉ đội tuyển quốc gia được xác định rõ trong điều lệ tư cách FIFA. Các cầu thủ có thể giữ hơn một quốc tịch ngoài FIFA.
| Số | VT | Quốc gia | Cầu thủ                                                |
| -- | -- | -------- | ------------------------------------------------------ |
| —  | HV | Áo       | Stefan Gölles (tại SV Lafnitz đến 30 tháng 6 năm 2022) |

| Số | VT | Quốc gia | Cầu thủ                                                 |
| -- | -- | -------- | ------------------------------------------------------- |
| —  | TV | Áo       | Lukas Fadinger (tại SV Lafnitz đến 30 tháng 6 năm 2022) |

## Ban quản trị và nhân sự

### Thể thao
- Chủ tịch:  Brigitte Annerl
- Giám đốc bóng đá:  Erich Korherr
- Huấn luyện viên:  Kurt Russ
- Trợ lý huấn luyện viên:  Alexander Kontra
- Trợ lý huấn luyện viên:  Andreas Lienhart
- Trợ lý huấn luyện viên:  Alexander Marchat
- Huấn luyện viên thủ môn:  Zoltán Varga
- Huấn luyện viên học viện:   Christian Waldl

## Lịch sử ban huấn luyện
- Không rõ (1946–1994)
- Gerald Gamperl (1 tháng 7 năm 1994 – 30 tháng 6 năm 1996)
- Manfred Wirth (1 tháng 7 năm 1996 – 20 tháng 4 năm 1997)
- Hermann Wagner (27 tháng 4 năm 1997 – 31 tháng 12 năm 1997)
- Hans-Peter Schaller (1 tháng 1 năm 1998 – 30 tháng 6 năm 1999)
- Stefan Dörner (1 tháng 7 năm 2000 – 25 tháng 11 năm 2004)
- Norbert Barisits (1 tháng 1 năm 2005 – 16 tháng 10 năm 2006)
- Andrzej Lesiak (22 tháng 10 năm 2006 – 31 tháng 5 năm 2007)
- Bruno Friesenbichler (1 tháng 7 năm 2007 – 30 tháng 6 năm 2011)
- Kurt Garger (1 tháng 7 năm 2011 – 31 tháng 3 năm 2012)
- Walter Hörmann (1 tháng 4 năm 2012 – 10 tháng 6 năm 2012)
- Andreas Moriggl (11 tháng 6 năm 2012 – 15 tháng 10 năm 2012)
- Paul Gludovatz (15 tháng 10 năm 2012 – 17 tháng 5 năm 2013)
- Werner Ofner (tạm quyền) (17 tháng 5 năm 2013 – 31 tháng 5 năm 2013)
- Bruno Friesenbichler (1 tháng 7 năm 2013 – 19 tháng 6 năm 2014)
- Ivo Istuk (19 tháng 6 năm 2014 – 17 tháng 7 năm 2014)
- Bruno Friesenbichler (17 tháng 7 năm 2014 – 4 tháng 6 năm 2015)
- Christian Ilzer (5 tháng 6 năm 2015 – 25 tháng 11 năm 2015)
- Uwe Hölzl (12 tháng 12 năm 2015 – 16 tháng 6 năm 2016)
- Philipp Semlic/Uwe Hölzl (16 tháng 6 năm 2016 – 30 tháng 6 năm 2017)
- Christian Ilzer (1 tháng 7 năm 2017 – 2018)
- Markus Schopp (2018 – 2021)
- Kurt Russ (2021 – )